# Ximena Ortiz Montano
Ximena Ortiz Montano (12 novembre 2005) è una nuotatrice artistica messicana naturalizzata canadese.

## Biografia
Ha esordito nella Coppa del Mondo di nuoto artistico il 28 febbraio 2025 a Parigi, concludendo al ventesimo posto il duo femminile programma tecnico.

## Palmarès

### Coppa del Mondo
- 1 podio:
  - 1 terzo posto (1 nel duo)